# Crotophaga major
L'ani maggiore (Crotophaga major Gmelin, 1788) è un uccello della famiglia Cuculidae.

## Distribuzione e habitat
Questo uccello vive in Messico, Panama e in quasi tutto il Sud America (manca in Cile).

## Tassonomia
Crotophaga major non ha sottospecie, è monotipico.